# Monumento da Guerra Peninsular

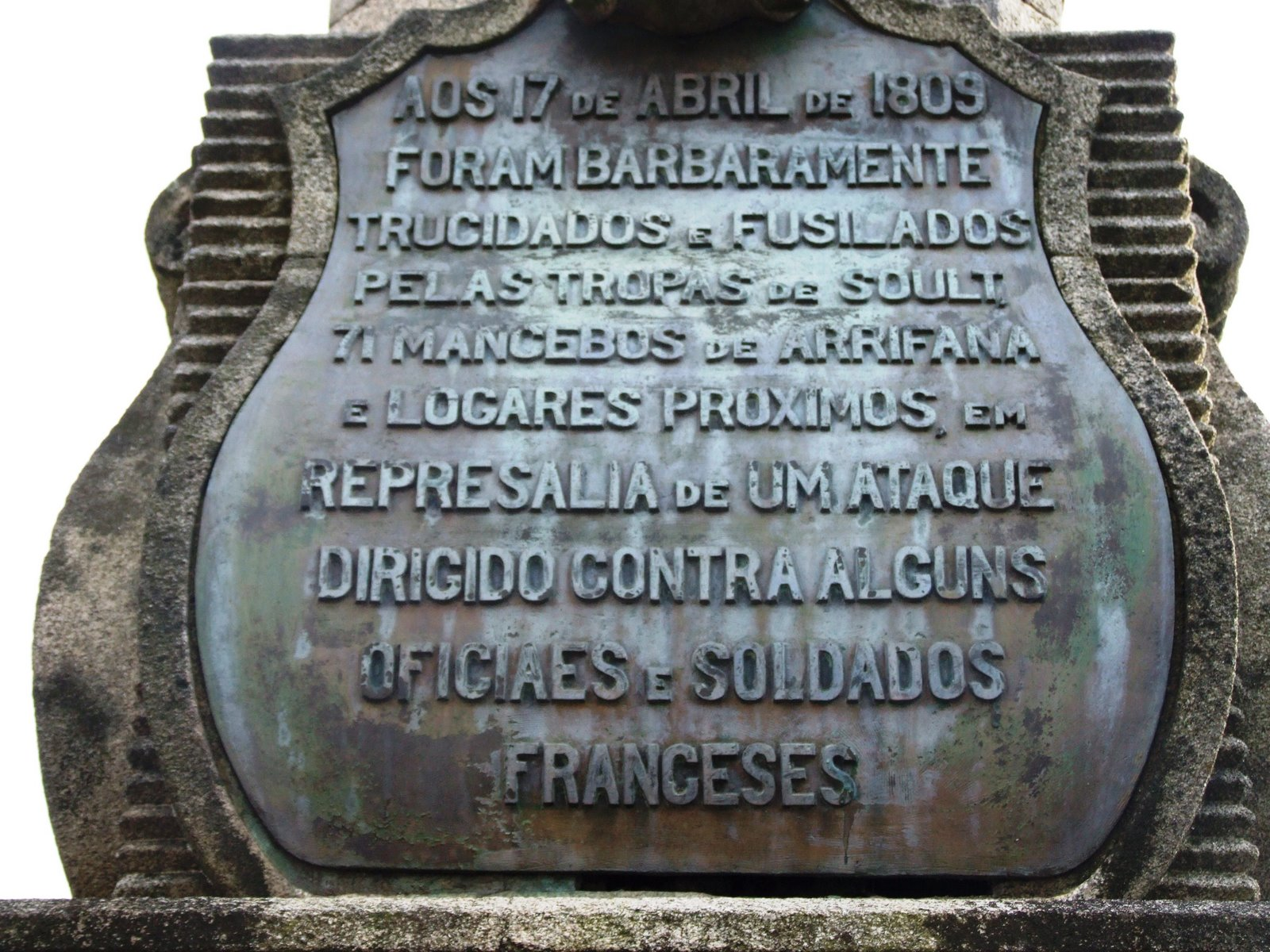
Monumento da Guerra Peninsular: detalhe da placa.

O Monumento da Guerra Peninsular localiza-se na vila e na Freguesia de Arrifana, Município de Santa Maria da Feira, Distrito de Aveiro, em Portugal.
Homenageia a memória daqueles que tombaram no contexto da Guerra Peninsular, nomeadamente os civis que foram fuzilados pelas tropas napoleónicas, na povoação, a 17 de abril de 1809.

## História
Tendo a cidade do Porto sido ocupada durante a 2ª invasão francesa, a 29 de março de 1809, postos avançados foram estabelecidos para o sul, até à linha do rio Vouga. Nesse contexto, um piquete de cavalaria sob o comando de um oficial superior das tropas do marechal Nicolas Jean de Dieu Soult, foi interceptado em uma emboscada na costa de São Tiago de Riba Ul, no antigo percurso da estrada principal.
Organizara a emboscada Bernardo António Soares Barbosa da Cunha, natural de Arrifana, que instruíra nas armas alguns jovens, logo que se dera a invasão. O seu objetivo era apenas o de aprisionar o grupo francês para lhe apreender os despachos. Os franceses, porém, resistiram, e quando o oficial francês ia tirar as pistolas dos coldres, Bernardo disparou a espingarda.
Os portugueses puseram-se a salvo, indo acolher-se na casa da Ribeira, no lugar de Salgueiros, onde o Padre Manuel Ribeiro os albergou. Além de Bernardo havia, pelo menos, cinco rapazes da Rua (Arrifana).
Tendo se sabido quem fora o organizador da emboscada, o próprio Soult pôs a sua cabeça a prémio. Bernardo, que enquanto isso se retirara com a sua família para a região da serra, passou o Vouga e uniu-se ao exército anglo-português como voluntário, participando em diversas ações militares.
Na madrugada de 17 de abril de 1809 as tropas francesas cercaram e tomaram a povoação de Arrifana. Quem ofereceu resistência ou ensaiou a fuga foi morto a tiros, à coronhada ou trespassado pelos sabres e baionetas dos soldados de Napoleão. Grande parte da população procurou refúgio no interior da igreja que, no entanto, acabou por se revelar uma verdadeira armadilha: os soldados franceses obrigaram todos os homens válidos a saírem do templo, seleccionando em seguida um em cada cinco.
Os "quintados" - como ficaram conhecidos - foram de seguida fuzilados pelos invasores. Seguiu-se o incêndio da povoação que atingiu a maior parte das casas. Quando estes partiram, deixaram atrás de si a povoação em chamas e as suas vítimas empilhadas no local do massacre, ou dispersas por campos e caminhos, penduradas de cabeça para baixo em várias árvores. Levaram todavia algumas vítimas para o local da emboscada, onde as suspenderam em postes.
O número de mortos conhecido é 62. Do inquérito do autor da monografia, Rebelo Valente, através da análise dos registos paroquiais, apurou-se o número de 71, mas acredita-se que tenha sido maior.
O marechal Soult, nas suas memórias registou:
"Assim que soube do infeliz acontecimento [a emboscada], dei ordens ao general [Jean-Guillaume-Barthélemy] Thomières para investir sobre Arrifana, a exigir que os assassinos fossem entregues para serem fuzilados e os respectivos cadáveres expostos, mandar queimar as suas casas e fazer reféns”.